# FCW 태그팀 챔피언십

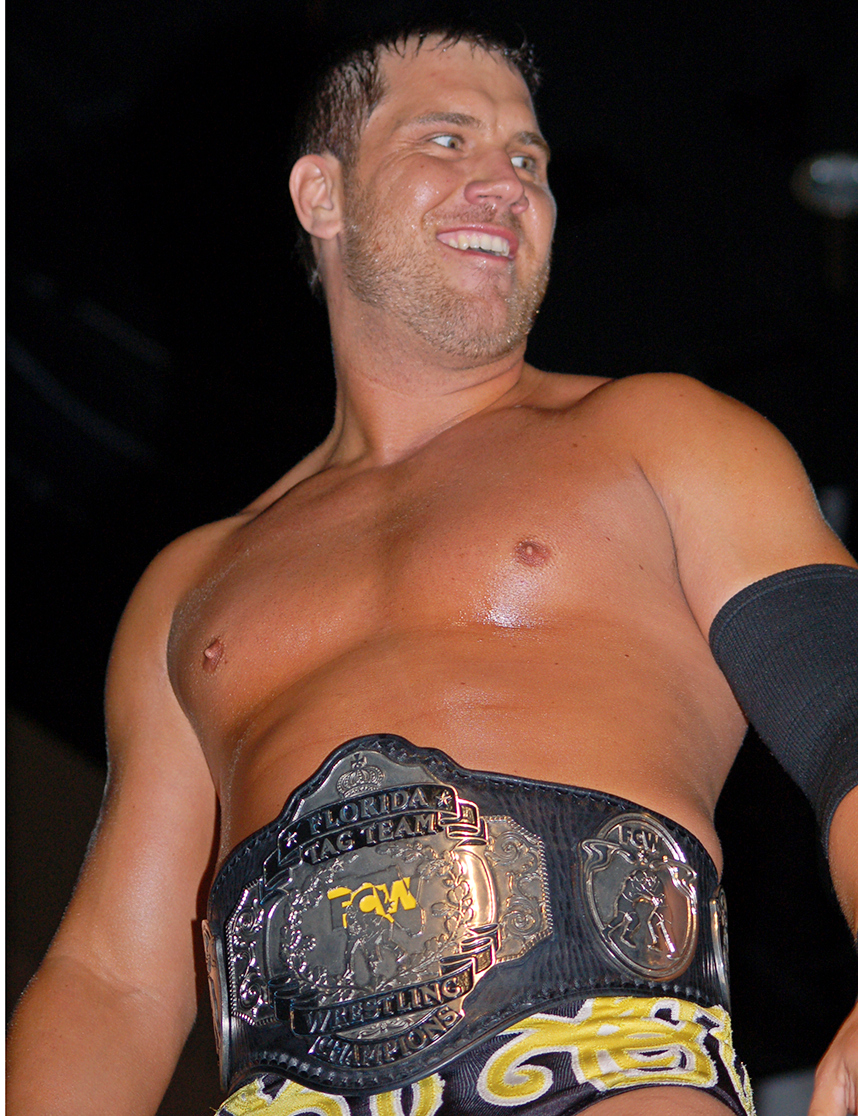
2010년의 조 헤닉

FCW 태그팀 챔피언십(FCW Florida Tag Team Championship)은 FCW의 챔피언십중 하나이며 태그팀 챔피언십이다.

## 역사
2008년 2월 23일 하우스 쇼를 통해 초대 챔피언이 가려졌다. 에디 콜론 (프리모 콜론)와 에릭 페레즈가 초대 챔피언에 등극하였다.
2012년 8월 FCW가 NXT와 통합되면서 역사속으로 사라진다.

## 기록들
- 초대 챔피언 : 에디 콜론 (프리모 콜론) & 에릭 페레즈
- 마지막 챔피언 : 릭 빅터 & 브래드 매독스
- 최장수 챔피언 : 쟈니 커티스 & 타일러 렉스 (140일)
- 최단 기간 챔피언 : 저스틴 가브리엘 & 크리스 로건 (0일)
- 팀 최다 챔피언 : 에디 콜론 (프리모 콜론) & 에릭 페레즈 (3회)
- 개인 최다 챔피언 : 죠 헤닉 (마이클 맥길리커티) , 에디 콜론 (프리모 콜론) , 에릭 페레즈 (3회)

## 역대 챔피언
- 에디 콜론 (프리모 콜론) & 에릭 페레즈 (초대 챔피언)
- 브라드 앨런 & 닉 네메스 (돌프 지글러)
- 에디 콜론 & 에릭 페레즈
- 더 엠파이어 (드류 맥킨타이어 & 스튜 샌더스)
- 에디 콜론 & 에릭 페레즈
- 게빈 스피어스 & 닉 네메스 (돌프 지글러)
- 히스 밀러 (히스 슬레이터) & 죠 헤닉 (마이클 맥길리커티)
- 더 뉴 하트 파운데이션 (DH 스미스 & TJ 윌슨)
- 쟈니 커티스 & 타일러 렉스
- 듀드 버스터즈 (케이론 크로프트 & 트렌트 베레타)
- 저스틴 가브리엘 & 크리스 로건
- 로턴도스 (듀크 & 보)
- 포튜네이트 선스 (죠 헤닉 & 브렛 디비아시)
- 우쏘즈 (지미 & 제이)
- 로스 아비아도레스 (에피코 & 후니코)
- 카발 & 마이클 맥길리커티
- 로스 아비아도레스 (에피코 & 후니코)
- 데릭 베이트먼 & 쟈니 커티스
- 웨스 브리스코 & 사비어 우즈
- 대미언 샌도우 & 타이튜스 오'닐
- 리치 스티몹트 & 세쓰 롤린스
- 캘린 레인즈 & 빅 E 랭스턴
- CJ 파커 & 도니 말로우
- 브래드 매독스 & 브라일리 피어스
- 보 로턴도 & 허스키 해리스
- 코레이 그레이브스 & 제이크 카터
- 리아키 & 마이크 달턴
- CJ 파커 & 재이슨 조던
- 릭 빅터 & 브래드 매독스 (마지막 챔피언)

## 같이 보기
- WWE 태그팀 챔피언십